# W-inds.
w-inds. (tiếng Nhật: ウインズ Uinzu) là một nhóm nhạc Nhật Bản. Họ biểu diễn thường niên ở các show như Kohaku Uta Gassen - đó là một chương trình ở Nhật chỉ mời những nghệ sĩ có đĩa bán chạy nhất trong năm. Thành công đầu tiên của nhóm là single Forever Memories.

## Lịch sử
Từ tháng 11 năm 2000, vào chủ nhật mỗi tuần, w-inds. bắt đầu biểu diễn đường phố tại công viên Yoyogi và khu Shibuya thuộc Tokyo. Chính những buổi biểu diễn đường phố như vậy đã giúp nhóm nâng cao được các kỹ năng nhảy của mình. Mỗi tuần trôi qua vòng tròn người xem lại nới rộng thêm và vào ngày 14 tháng 3 năm 2001, 8000 người đã có mặt tại thiên đường mua sắm Shibuya HOKO, số 109 Tokyo để chứng kiến sự ra đời của w-inds.
Album đầu tay: "w-inds. ~1st Message~" được phát hành cùng năm đã đứng đầu trong Oricon Chart - bảng xếp hạng về âm nhạc hàng đầu của Nhật ngay trong ngày đầu tiên và cũng đã giúp nhóm đoạt giải nghệ sĩ mới xuất sắc nhất tại lễ trao giải Japan Record lần thứ 43 năm 2001.
w-inds. có 1 nền tảng fan rộng lớn và hùng hậu khắp châu Á. Đặc biệt nhóm nổi tiếng ở Đài Loan và là những nghệ sĩ Nhật Bản duy nhất được mời đến biểu diễn tại Giải thưởng MTV Trung Quốc ở Đài Loan năm 2006. Nhóm đã 2 lần tổ chức các buổi diễn ở Đài Loan (năm 2004 và 2005), cả hai lần đều nhận được những phản hồi tốt từ fans. Năm 2004, vé buổi diễn đã được bán hết sạch trong vòng 23 phút, lập kỉ lục "Nghệ sĩ có vé bán nhanh nhất" ở Đài Loan, khi mà không một nghệ sĩ Đài Loan nào vượt qua được. Một vài nghệ sĩ nổi tiếng Đài Loan cũng đã tham dự buổi diễn của w-inds.
Từ năm 2002, hằng năm w-inds. đều tổ chức live tour mùa hè vòng quanh Nhật Bản.
Nhóm cũng là những nghệ sĩ Nhật Bản duy nhất trình được mời trình diễn ở MKMF, một show giải thưởng âm nhạc ở Hàn Quốc năm 2006.
Tổng cộng w-inds. đã nhận được 5 giải thưởng trong năm 2006: 3 ở Nhật, 1 ở Hàn Quốc và 1 ở Đài Loan.

## Thành viên
Tachibana Keita (橘慶太)

Đóng vai trò hát chính

Sinh nhật: 16/12/1985

Nơi sinh:Fukuoka (thuộc đảo Kyushu, phía Nam Nhật Bản)
Chiba Ryohei (千葉涼平)

Vai trò: rapper and dancer

Sinh nhật: 18/11/1984

Nơi sinh:Sapporo(thuộc đảo Hokkaido nằm phía Bắc Nhật Bản)
Ogata Ryuichi (緒方龍一) 

Vị trí: Hát bè, rapper and dancer

Sinh nhật: 17/12/1985

Nơi sinh: Sapporo(thuộc đảo Hokkaido nằm phía Bắc Nhật Bản)

## Thông tin
-Tên của nhóm có nghĩa là "cơn gió từ hai phía Bắc và Nam gặp nhau tại Tokyo cùng hợp thành một cơn gió lớn tồn tại trên khắp Nhật Bản".
-w-inds. có một nền tảng fan rộng lớn và hùng hậu khắp châu Á. Đặc biệt nhóm nổi tiếng ở Đài Loan và là những nghệ sĩ Nhật Bản duy nhất được mời đến biểu diễn tại Giải thưởng MTV Trung Quốc tổ chức ở Đài Loan năm 2006. Nhóm đã 2 lần tổ chức các buổi diễn ở Đài Loan (năm 2004 và 2005), cả hai lần đều nhận được những phản hồi tốt từ fans. Năm 2004, vé buổi diễn đã được bán hết sạch trong vòng 23 phút, lập kỉ lục "Nghệ sĩ có vé bán nhanh nhất" ở Đài Loan, khi mà không một nghệ sĩ Đài Loan nào vượt qua được. Một vài nghệ sĩ nổi tiếng Đài Loan cũng đã tham dự buổi diễn của w-inds.
- w-inds. đã đến diễn ở Trung Quốc năm 2002 và tham gia một lễ hội âm nhạc Trung-Nhật năm 2006.
-Từ năm 2002, hằng năm w-inds. đều tổ chức live tour mùa hè vòng quanh Nhật Bản.
-Nhóm cũng là những nghệ sĩ Nhật Bản duy nhất trình được mời trình diễn ở MKMF, một show giải thưởng âm nhạc ở Hàn Quốc năm 2006.
-Tổng cộng w-inds. đã nhận được 5 giải thưởng trong năm 2006: 3 ở Nhật, 1 ở Hàn Quốc và 1 ở Đài Loan.
-Giọng ca chính, Keita Tachibana, đã ra mắt single solo "Michishirube" (18/10/2006), và phát hành album solo "KOE" (29/11/2006). Trái với các tin đồn, Keita đã khẳng định là w-inds. sẽ không tan rã vì sự nghiệp solo của anh. Nhóm cũng vừa phát hành single mới "Hanamuke" ngày 17/1/2007.
-w-inds. là gương mặt chính trên nhiều tạp chí ở Nhật và toàn châu Á, như Hồng Kông, Đài Loan,... Nhóm cũng thường được mời diễn trong các chương trình Popjam, CDTV và Music Fighter. Ngoài ra, nhóm luôn thắng trong các cuộc bình chọn tổ chức bởi Junon (tạp chí Nhật Bản) nhờ vào ngoại hình đẹp và tài năng của họ.
-Cho tới nay, tất cả các single và album của w-inds. đều lọt vào top 10 của Oricon chart
-Năm 2007, bài hát LOVE IS THE GREATEST THING trong single 22 cùng tên đã được chọn làm bài hát chính trong phim Shrek 3 (version Japan) và Keita cũng đã tham gia lồng tiếng vai nhân vật Arthur trong bộ phim này.
_ 5/2008 w-inds. và một số nghệ sĩ (Sugi Ryotaro,Godai Natsuko, Akikawa Masafumi, Rimi Natsukawa và Shimatani Hitomi, đã đến biểu diễn ở Việt Nam nhân kỷ niệm 35 năm thiết lập quan hệ ngoại giao Việt Nam - Nhật Bản.

## Danh sách đĩa nhạc
| - 1st Message (2001) - The System of Alive (2002) - Prime of Life (2003) - Ageha (2005) - Thanks (2006) - Journey (2007) - Seventh Ave (2008) - Another World (2010) | - Buddies (2003) - w-inds.Bestracks (2004) - w-inds. Single Collection ''BEST ELEVEN' (2008) |

## Thành tựu
| Years | Achievements |
| ----- | --- |
| 2001  | - Best New Artists, 43rd Japan Composers' Association Awards (日本レコード大賞 Nihon Rekōdo Taishō), for "Paradox" |
| 2002  | - First Prize, 44th Japan Composers' Association Awards, for "Because of You" - Best New Musical Artists, 39th Golden Arrow Award (Magazine Publishers' Association of Japan Awards ゴールデン・アロー賞, Gōruden Arō Shō) - Best New Artists, 16th Recording Industry Association of Japan Awards (日本ゴールドディスク大賞 Nihon Gōrudisuku Taishō) |
| 2003  | - First Prize, 45th Japan Composers' Association Awards, for "Long Road" |
| 2004  | - Best International Group, YAHOO! Hong Kong Buzz Music Awards - Best Selling Album（Japan and/or Korea）, IFPI Hong Kong, for Prime of Life |
| 2005  | - First Prize, 47th Japan Composers' Association Awards, for "Izayoi No Tsuki" (十六夜の月) - Best International Group, YAHOO! Hong Kong Buzz Music Awards - Best Selling Album（Japan and/or Korea）, IFPI Hong Kong, for ageha |
| 2006  | - First Prize in Music, 39th Japan Cable Distributors' Awards - First Prize, 48th Japan Composers' Association Awards, for "Boogie Woogie 66" (ブギウギ66) - Best Dance Artists, MTV Student Voice Awards - Most Popular Musical Artists, HITO（China and Taiwan）Awards, for "Kirei da" (キレイだ) - Most Popular Group（Japan）, MTV Mandarin Awards - Special Award: 12 Million CDs Sold, MTV Mandarin Awards - Best Pop Artists（Asia）, MNET KM Music Festival（Korea） - Best International Group, YAHOO! Hong Kong Buzz Music Awards - Best Selling Album（Japan and/or Korea）, IFPI Hong Kong, for THANKS |
| 2007  | - First Prize, 49th Japan Composers' Association Awards, for "Love Is The Greatest Thing" - Best Group, MTV Student Voice Awards - Best Group（Japan）, 18th RTHK International Pop Poll Awards - Best International Group, YAHOO! Hong Kong Buzz Music Awards |
| 2008  | - First Prize, 50th Japan Composers' Association Awards, for "Ame Ato (アメあと)" |